# (5400) 1989 CM
1989 سي أم (ويعرف أيضًا باسم (5400) 1989 سي أم وفق تسمية الكوكب الصغير) (بالإنجليزية: 1989 CM)‏ هو كويكب ضمن حزام الكويكبات؛ وترتيبه 5400 من حيث الاكتشاف.
اكتُشف هذا الجُرم الفلكي بواسطة هيروشي كانيدا في 4 فبراير 1989.

## وصلات خارجية
- (5400) 1989 CM في قاعدة بيانات مختبر الدفع النفاث لأجرام النظام الشمسي الصغيرة

- الاكتشاف · مخطط المدار ·  العناصر المدارية · المعلمات المادية

- (5400) 1989 CM على موقع ويكي سكاي: DSS2, SDSS, GALEX, IRAS, Hydrogen α, X-Ray, Astrophoto, Sky Map, Articles and images